# Lajos Somodi
Lajos Somodi (Abádszalók, 4 dicembre 1928 – Budapest, 9 maggio 2012) è stato uno schermidore ungherese, vincitore di una medaglia di bronzo nella scherma ai giochi olimpici.